# Glenmayne House

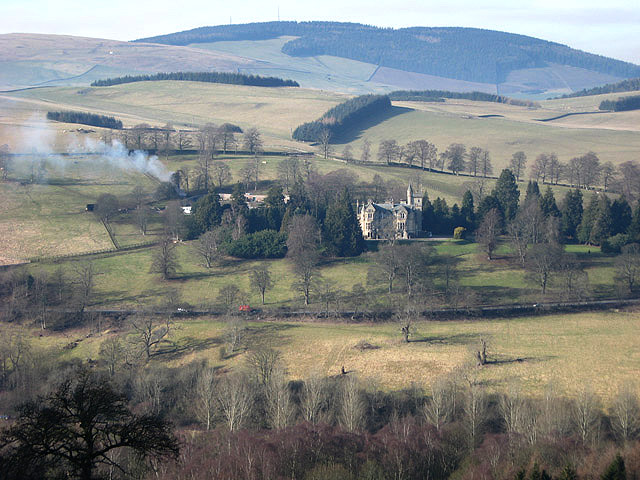
Glenmayne House

Glenmayne House ist eine Villa nahe der schottischen Kleinstadt Galashiels in der Council Area Scottish Borders.

## Geschichte
Die Villa wurde 1866 für den Pelzhändler John Murray of Galashiels erbaut. Murray engagierte hierzu den schottischen Architekten Charles Kinnear, Teilhaber des Architekturbüros Peddie & Kinnear. 1913 wurden Erweiterungen in Auftrag gegeben, zu denen Robert Lorimer verpflichtet wurde. 1990 wurde das Bauwerk in die schottischen Denkmallisten in die Denkmalkategorie A aufgenommen.

## Beschreibung
Glenmayne House liegt isoliert auf einer Hügelkuppe abseits der A7 am linken Ufer des Tweed wenige hundert Meter südlich von Galashiels. Das dreistöckige Gebäude ist im Scottish-Baronial-Stil gestaltet. Sein Grundriss ist annähernd quadratisch. An der nordostexponierten Frontseite tritt ein wuchtiger fünfstöckiger Turm heraus. An seinem Fuße befindet sich das rundbögige Eingangsportal mit einer darüber eingelassenen Platte. Das darüberliegende Rundbogenfenster verfügt über einen halbkreisförmig auskragenden Balkon. Eine Ecktourelle mit Kegeldach durchsticht die abschließende umlaufende Brüstung.
Die übrigen Gebäudeteile sind bewusst asymmetrisch gestaltet. Fenster sind teilweise gekuppelt und mit steinernen Fensterpfosten gearbeitet. Verschiedentlich treten Flügel heraus. Von mehrere Kanten kragen Ecktourellen aus. Sämtliche Dächer sind mit Schiefer eingedeckt.